# Jonathan Breck
Jonathan Breck (Houston, Texas, 17 de fevereiro de 1965) é um ator estadunidense. 

## Carreira
Começou sua carreira como ator de teatro, ele é talvez mais conhecido por interpretar o demônio vilão Creeper na série de filmes de terror Olhos Famintos (Jeepers Creepers). Breck também tem aparecido em vários filmes para o cinema e televisão, incluindo papéis Beat Boys, Beat Girls, Good Advice, Aranhas, I Married a Monster, JAG, Star Trek: Voyager, VIP, Push. 
No início de 2004, Breck filmou o thriller de ficção científica de ação "Área 51 - Zona Mortal", um telefilme ao redor da famosa Área 51 em Nevada. Foi lançado em 2005. Mais recentemente, o filme "I Left Me", uma comédia de humor negro que jogou no Sundance Film Festival em 2005, no qual ele interpreta um homem e seu clone, o filme é ambientado no ano de 2025. Breck também continuou a trabalhar no teatro. Ele atualmente pode ser visto no palco, The Evidence Room, em Los Angeles no show de sucesso da Paz Squad Goes 99. 

## Filmografia
- 1998 - Os Possuidores (I Married a Monster)

- 2000 - Aranhas Assassinas (Spiders)

- 2001 - Olhos Famintos (Jeepers Creepers)

- 2001 - O Segredo do Sucesso (Good Advice)

- 2003 - Olhos Famintos 2 (Jeepers Creepers II)

- 2007 - Área 51 - Zona Mortal (Dreamland)

- 2008 - W.

- 2009 - A Pedra Mágica (Shorts)

- 2010 - Mask Maker

- 2011 - Pequenos Espiões 4 (Spy Kids: All the Time in the World in 4D)

- 2017 - Olhos Famintos 3 (Jeepers Creepers 3)